# Álvaro Navarro
Álvaro Damián Navarro Bica (Tacuarembó, Uruguay, 28 de enero de 1985) es un exjugador y entrenador uruguayo. Actualmente está sin club.

## Carrera

### Como jugador
Navarro comenzó su carrera profesional en Defensor Sporting donde jugó durante siete años, ganando el Campeonato Uruguayo en la temporada 2007-08.En enero de 2010, fue transferido a Gimnasia y Esgrima La Plata por $180.000.Un año más tarde, luego de un floja etapa en el club platense, se marchó a Godoy Cruz.En julio de 2012, rescindió su contrato luego de no ser tenido en cuenta por el entrenador Omar Asad.
En agosto de 2012, inició su segunda etapa en Defensor Sporting, aunque fue cedido a Cobresal ese mismo año.Luego de dos temporadas en Chile, volvió a ser enviado a préstamo al Olmedo de Ecuador donde disputó 41 encuentros y marcó 19 goles.En mayo de 2015, fue contratado por el Botafogo hasta el final de la temporada.
El 22 de diciembre de 2015, fue anunciado como jugador del Puebla de cara a la temporada 2016.En agosto de 2017, su contrato fue rescindido al no ser considerado por el entrenador Rafael García.Luego de casi un año sin actividad, fue contratado nuevamente por Defensor Sporting.Tras cinco años en el club uruguayo, anunció su retiro después de que finalizara la campaña 2023.

### Como entrenador
El 8 de julio de 2024, Navarro inició su carrera como técnico en Defensor Sporting luego de la renuncia de Martín Varini.El 6 de diciembre, obtuvo la Copa AUF Uruguay después de vencer a Nacional en los penales. El 28 de marzo de 2025, fue despedido de su cargo después de un mal comienzo en la temporada.

## Estadísticas

### Como jugador
| Club                                  | Temporada           | Liga  | Liga  | Copa Nac. | Copa Nac. | Copa Inter. | Copa Inter. | Total | Total |
| Club                                  | Temporada           | Part. | Goles | Part.     | Goles     | Part.       | Goles       | Part. | Goles |
| ------------------------------------- | ------------------- | ----- | ----- | --------- | --------- | ----------- | ----------- | ----- | ----- |
| Defensor Sporting · Uruguay           | 2003                | 17    | 1     | -         | -         | -           | -           | 17    | 1     |
| Defensor Sporting · Uruguay           | 2004                | 13    | 0     | -         | -         | -           | -           | 13    | 0     |
| Defensor Sporting · Uruguay           | 2005                | 9     | 5     | -         | -         | -           | -           | 9     | 5     |
| Defensor Sporting · Uruguay           | 2005/06             | 30    | 8     | -         | -         | 5           | 0           | 35    | 8     |
| Defensor Sporting · Uruguay           | 2006/07             | 21    | 3     | -         | -         | 1           | 2           | 22    | 5     |
| Defensor Sporting · Uruguay           | 2007/08             | 16    | 9     | -         | -         | 7           | 1           | 23    | 10    |
| Defensor Sporting · Uruguay           | 2008/09             | 30    | 12    | -         | -         | 5           | 2           | 35    | 13    |
| Defensor Sporting · Uruguay           | 2009/10             | 11    | 3     | -         | -         | -           | -           | 11    | 3     |
| Defensor Sporting · Uruguay           | Total               | 147   | 41    | -         | -         | 14          | 5           | 161   | 46    |
| Gimnasia y Esgrima La Plata Argentina | 2009/10             | 7     | 1     | -         | -         | -           | -           | 7     | 1     |
| Gimnasia y Esgrima La Plata Argentina | 2010/11             | 9     | 1     | -         | -         | -           | -           | 9     | 1     |
| Gimnasia y Esgrima La Plata Argentina | Total               | 16    | 2     | -         | -         | -           | -           | 16    | 2     |
| Godoy Cruz Argentina                  | 2010/11             | 15    | 5     | -         | -         | 5           | 0           | 20    | 5     |
| Godoy Cruz Argentina                  | 2011/12             | 23    | 3     | -         | -         | 5           | 1           | 28    | 4     |
| Godoy Cruz Argentina                  | Total               | 38    | 8     | -         | -         | 10          | 1           | 48    | 9     |
| Defensor Sporting · Uruguay           | 2012/13             | 8     | 1     | -         | -         | -           | -           | 8     | 1     |
| Defensor Sporting · Uruguay           | Total               | 8     | 1     | -         | -         | -           | -           | 8     | 1     |
| Cobresal · Chile                      | 2013                | 10    | 3     | -         | -         | -           | -           | 10    | 3     |
| Cobresal · Chile                      | 2013/14             | 30    | 8     | 5         | 3         | -           | -           | 35    | 11    |
| Cobresal · Chile                      | Total               | 40    | 11    | 5         | 3         | -           | -           | 45    | 14    |
| Olmedo · Ecuador                      | 2014                | 22    | 8     | -         | -         | -           | -           | 22    | 8     |
| Olmedo · Ecuador                      | 2015                | 19    | 11    | -         | -         | -           | -           | 19    | 11    |
| Olmedo · Ecuador                      | Total               | 41    | 19    | -         | -         | -           | -           | 41    | 19    |
| Botafogo · Brasil                     | 2015                | 15    | 9     | -         | -         | -           | -           | 15    | 9     |
| Botafogo · Brasil                     | Total               | 15    | 9     | -         | -         | -           | -           | 15    | 9     |
| Puebla · México                       | 2016                | 10    | 2     | 0         | 0         | 2           | 0           | 12    | 2     |
| Puebla · México                       | 2016/17             | 27    | 6     | 6         | 2         | -           | -           | 33    | 8     |
| Puebla · México                       | 2017/18             | 1     | 0     | 0         | 0         | -           | -           | 0     | 0     |
| Puebla · México                       | Total               | 37    | 8     | 6         | 2         | 2           | 0           | 47    | 10    |
| Defensor Sporting · Uruguay           | 2018                | 13    | 8     | 0         | 0         | 2           | 0           | 12    | 2     |
| Defensor Sporting · Uruguay           | 2019                | 7     | 5     | 0         | 0         | 6           | 2           | 33    | 8     |
| Defensor Sporting · Uruguay           | Total               | 20    | 13    | 0         | 0         | 8           | 2           | 28    | 15    |
| Total en su carrera                   | Total en su carrera | 362   | 112   | 11        | 5         | 34          | 7           | 407   | 124   |

### Como entrenador
| Equipo                      | Div.  | Temporada | Liga  | Liga | Liga | Liga | Liga |       | Copa | Copa | Copa | Copa  |   | Internacional | Internacional | Internacional | Internacional | Internacional |   | Otros | Otros | Otros | Otros |    | Totales     | Totales | Totales | Totales | Totales | Totales | Totales | Totales |
| Equipo                      | Div.  | Temporada | Part. | G    | E    | P    | Pos. | Part. | G    | E    | P    | Part. | G | E             | P             | Pos.          | Part.         | G             | E | P     | Part. | G     | E     | P  | Rendimiento | GF      | GC      | Dif.    |         |         |         |         |
| --------------------------- | ----- | --------- | ----- | ---- | ---- | ---- | ---- | ----- | ---- | ---- | ---- | ----- | - | ------------- | ------------- | ------------- | ------------- | ------------- | - | ----- | ----- | ----- | ----- | -- | ----------- | ------- | ------- | ------- | ------- | ------- | ------- | ------- |
| Defensor Sporting · Uruguay | 1.ª   | 2024      | 18    | 6    | 5    | 7    | 4.º  | 5     | 4    | 1    | 0    | -     | - | -             | -             | -             | -             | -             | - | -     | 23    | 10    | 6     | 7  | 52.18%      | 32      | 22      | +10     |         |         |         |         |
| Defensor Sporting · Uruguay | 1.ª   | 2025      | 8     | 4    | 2    | 2    | Inc. | -     | -    | -    | -    | 2     | 0 | 0             | 2             | 1ªF           | -             | -             | - | -     | 10    | 4     | 2     | 4  | 46.67%      | 9       | 9       | +0      |         |         |         |         |
| Defensor Sporting · Uruguay | Total | Total     | 26    | 10   | 7    | 9    | -    | 5     | 4    | 1    | 0    | 2     | 0 | 0             | 2             | -             | -             | -             | - | -     | 33    | 14    | 8     | 11 | 50.5%       | 41      | 31      | +10     |         |         |         |         |
| 1. 2.                       |       |           |       |      |      |      |      |       |      |      |      |       |   |               |               |               |               |               |   |       |       |       |       |    |             |         |         |         |         |         |         |         |

#### Resumen por competiciones
| Competición                 | Partidos | Ganados | Empatados | Perdidos | Ganados % |
| --------------------------- | -------- | ------- | --------- | -------- | --------- |
| Primera División de Uruguay | 26       | 10      | 7         | 9        | 47.43%    |
| Copa AUF Uruguay            | 5        | 4       | 1         | 0        | 86.67%    |
| Copa Libertadores           | 2        | 0       | 0         | 2        | 0%        |
| TOTAL                       | 33       | 14      | 8         | 11       | 50.5%     |

## Palmarés

### Como jugador

#### Campeonatos nacionales
| Título              | Club              | País    | Año  |
| ------------------- | ----------------- | ------- | ---- |
| Torneo Apertura     | Defensor Sporting | Uruguay | 2007 |
| Campeonato Uruguayo | Defensor Sporting | Uruguay | 2008 |
| Torneo Clausura     | Defensor Sporting | Uruguay | 2009 |
| Serie B             | Botafogo          | Brasil  | 2015 |
| Copa AUF Uruguay    | Defensor Sporting | Uruguay | 2022 |

### Como entrenador

#### Campeonatos nacionales
| Título           | Club              | País    | Año  |
| ---------------- | ----------------- | ------- | ---- |
| Copa AUF Uruguay | Defensor Sporting | Uruguay | 2024 |